# Онтенијенте
Онтенијенте (шп. Onteniente) град је у Шпанији у аутономној заједници Валенсијанска Заједница у покрајини Валенсија. Према процени из 2017. у граду је живело 35 534 становника.

## Становништво
Према процени, у граду је 2017. живело 35 534 становника.
| 2017.  |
| ------ |
| 35.534 |

## Партнерски градови
- Mark Municipality
- Ronda